# Delfínec
Delfínec (Lissodelphis) je rod menších delfínovitých kytovců, jenž zahrnuje pouze dva druhy, kterými jsou delfínec velrybovitý (Lissodelphis borealis) a delfínec Peronův (Lissodelphis peronii). Název rodu pochází z řeckého lissos, čili „hladký“, což odkazuje k absenci hřbetní ploutve či kýlu u obou druhů, a delphis, neboli „delfín“.
Oba zástupci jsou většinou černě zbarvení. Břicho je bílé, přičemž u delfínce Peronova bílá barva sahá až k bokům. Tělo je dlouhé, útlé, torpédovitého tvaru. Hrudní ploutve jsou krátké a úzké se špičatým koncem, hřbetní ploutev chybí a ocas je pouze malý. Delfínci dorůstají do maximální délky 3 m, samci bývají větší než samice. Oba druhy se vyskytují v chladných až mírně teplých hlubokých vodách, kde většinou pobývají dále od břehu. Zatímco delfínec velrybovitý obývá severní Pacifik, delfínec Peronův má cirkumpolární rozšíření na jižní polokouli. Proto se někdy delfínec velrybovitý označuje jako tzv. severní druh a delfínec Peronův jako tzv. jižní druh. Jedná se o sociální zvířata pohybující se ve velkých stádech o stovkách jedinců i více.